# Melissa Errico
Pour les articles homonymes, voir Errico.
Melissa Errico est une actrice américaine, née le 23 mars 1970 à New York (États-Unis).

## Filmographie
- 1964 : Another World (série TV) : Role unknown (1990s)
- 1996 : Loose Women : Gail
- 1998 : Bury the Evidence : The Wife
- 1999 : Picture This : Eve Weidegger
- 1999 : Smog (TV) : Katie
- 2000 : Fréquence interdite (Frequency) : Samantha Thomas
- 2001 : Pour l'amour de Katie (Mockingbird Don't Sing) : Sandra Tannen
- 2002 : 7 jours et une vie (Life or Something Like It) : Andrea
- 2005 : Loverboy : Miss Silken